# Odontestis fuscicona
Odontestis fuscicona är en fjärilsart som beskrevs av George Francis Hampson 1910. Odontestis fuscicona ingår i släktet Odontestis och familjen trågspinnare. Inga underarter finns listade i Catalogue of Life.